# Bereitschaftspolizei

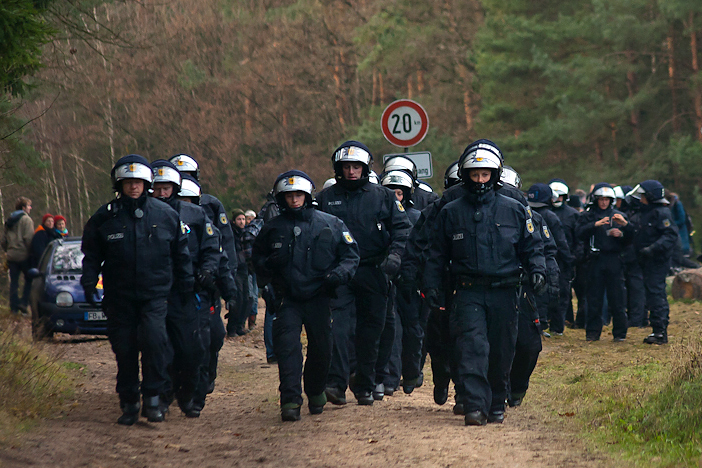
Funkcjonariusze Bereitschaftspolizei podczas demonstracji

Bereitschaftspolizei – jednostki niemieckiej Landespolizei przeznaczone do zapobiegania zbiorowym naruszeniom porządku publicznego i ich likwidacji, w razie zaistnienia. Funkcjonariusze realizują zadania poprzez zabezpieczanie demonstracji, przemarszów, wieców politycznych, widowisk sportowych, imprez masowych, a także rozwiązywanie nielegalnych zgromadzeń.
Poza wymienionymi zadaniami, biorą udział w patrolowaniu ulic dużych miast, ratowaniu, zabezpieczaniu ludzi i mienia w czasie klęsk żywiołowych i katastrof. Członkami Bereitschaftspolizei są, w większości, policjanci odbywający służbę kandydacką.
Odpowiednikiem tej formacji w Polsce są Oddziały Prewencji Policji.

## NRD
W okresie NRD, pod nazwą „Bereitschaftspolizei” funkcjonowały jednostki Policji Ludowej (Volkspolizei), których zadaniem była likwidacja zbiorowych naruszeń porządku publicznego. Jednostki te były odpowiednikiem polskiego ZOMO. Formacja była wykorzystywana do pacyfikacji demonstracji opozycyjnych w drugiej połowie lat 1980.